# Pepř sečuánský

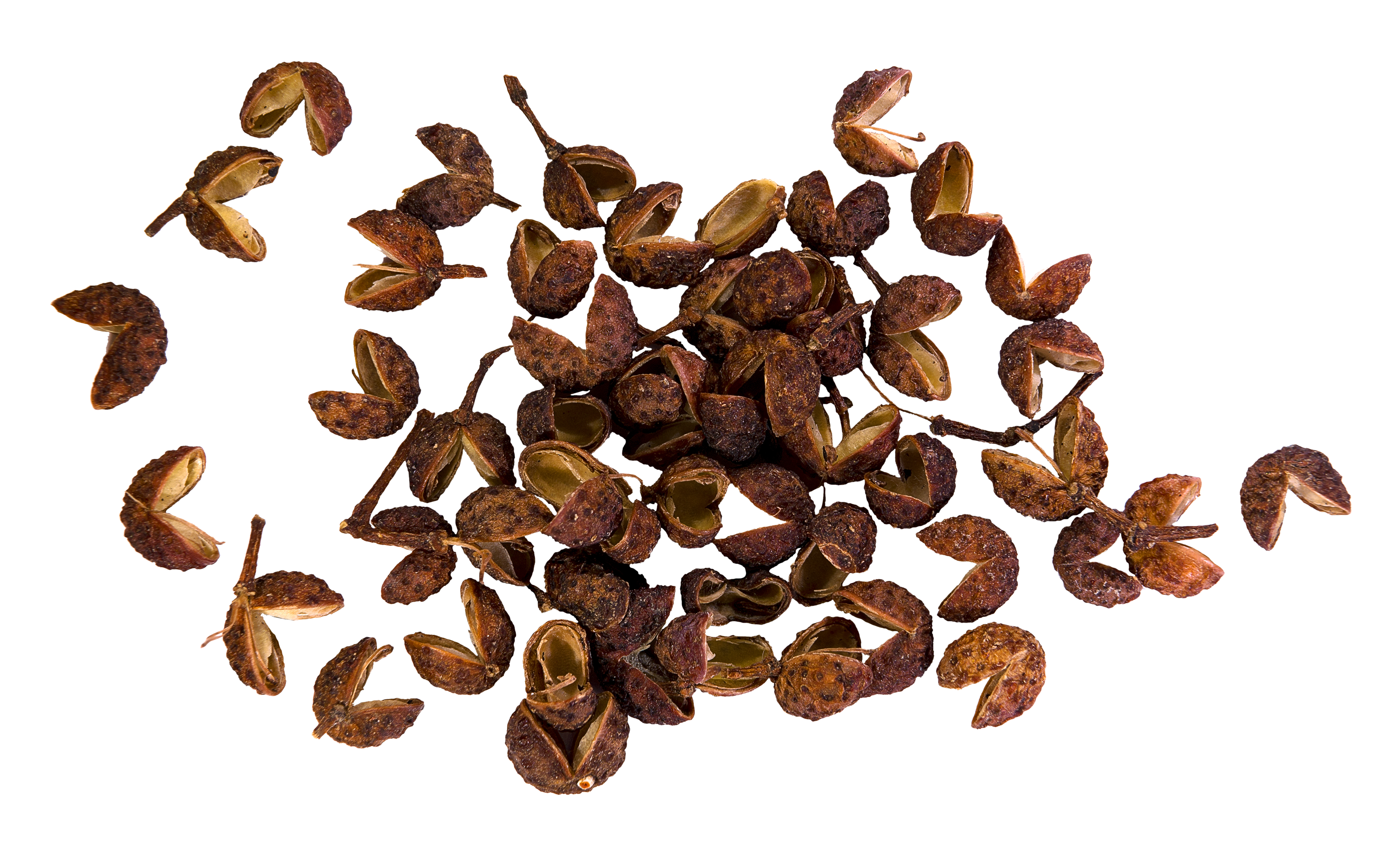
Pepř sečuánský

Pepř sečuánský je název pro druh koření. Jedná se o jednosemenné tobolky druhu Zanthoxylum piperitum z čeledi routovité (Rutaceae).
Je to jedno z nejstarších čínských koření. Má několik různých názvů, např. fagara. Nejde o pepř, ale o sušené tobolky keře s názvem žlutodřev peprný, tedy sečuánský pepř – obsahuje silici palčivé chuti. Je to značně aromatické koření. Sečuánský pepř je ostrý úplně jiným způsobem než chilli nebo klasický pepř. Je výborný jako náhrada pepře, protože má pepřovou chuť, ale nemá pepřovou ostrost. 
Nejčastěji se lze s využitím sečuánského pepře setkat v čínské kuchyni, kde se používá zejména do rozmanitých dušených pokrmů z masa a zeleniny, přidává se ale též do omáček nebo k pečenému masu. V neposlední řadě se v Číně opraženým drceným sečuánským pepřem koření zelený čaj. Z Číny se používání sečuánského pepře rozšířilo i do okolních zemí, zejména do Indie a Thajska.